# Myospila semidiaphana
Myospila semidiaphana är en tvåvingeart som först beskrevs av Stein 1918.  Myospila semidiaphana ingår i släktet Myospila och familjen husflugor. Inga underarter finns listade i Catalogue of Life.